# 陳暹
陳暹（1503年—1566年），字德輝，號暗窓，福建福州府閩縣人，民籍，明朝政治人物。同進士出身。

## 生平
嘉靖十三年（1534年）甲午科福建鄉試第九名舉人。嘉靖十四年（1535年）中式乙未科會試第二百五十名，登第三甲第一百三十五名進士。授大理寺评事，升寺正，出为安庆府知府，擢升两淮盐运使，遷广西参政，四十二年升江西按察使，四十三年五月升广东右布政使，四十五年三月致仕。

## 家族
曾祖陳週，封監察御史；祖父陳叔復，贈監察御史；父陳烓，浙江按察僉事進階朝列大夫。嫡母葉氏（封宜人）；生母林氏。慈侍下。兄陳塤（贡士）、陳墀（按察司副使）、陈培、陳達（巡抚山西右僉都御史）、陳臺、陳進（監生）。